# Petite Guerre
Pour les articles homonymes, voir Petite guerre (homonymie).
 (janvier 2010).
Si vous disposez d'ouvrages ou d'articles de référence ou si vous connaissez des sites web de qualité traitant du thème abordé ici, merci de compléter l'article en donnant les références utiles à sa vérifiabilité et en les liant à la section « Notes et références ».
La Petite Guerre (1879-1880) est le deuxième des trois conflits ayant mené à l'indépendance de Cuba face à l'Espagne, puissance coloniale. Débutée le 24 août 1879, l'insurrection remporta d'abord quelques succès, mais le conflit se termina lorsque les rebelles furent mis en déroute en septembre 1880. Elle s'inscrit dans la continuité de la guerre des Dix Ans (1868-1878) et précède la guerre d'indépendance cubaine (1895-1898).

## Contexte

### Guerre des Dix Ans
La Guerre des Dix Ans s'acheva en 1878 sur un échec pour le mouvement indépendantiste cubain. Le pacte de Zanjón, mettant fin aux combats, établit un statu quo par rapport à la situation antérieure, aucune des revendications n'étant atteinte, ni l'indépendance, ni l'abolition de l'esclavage, tout juste une autonomie esquissée. Le mécontentement des Cubains va mener à un nouveau soulèvement contre l'autorité coloniale.
Dès le lendemain de la signature du Pacte, le 10 février 1878, l'opposition existe. Elle est notamment incarnée par le général Antonio Maceo qui obtint dès le 15 mars suivant une entrevue avec le gouverneur Martínez-Campos, pour lui signifier son désaccord avec les termes du Pacte. Cette « protestation de Baraguá » fut l'occasion de l'informer de son intention de reprendre le combat, le 23 mars suivant.

### Le mouvement indépendantiste à l'étranger

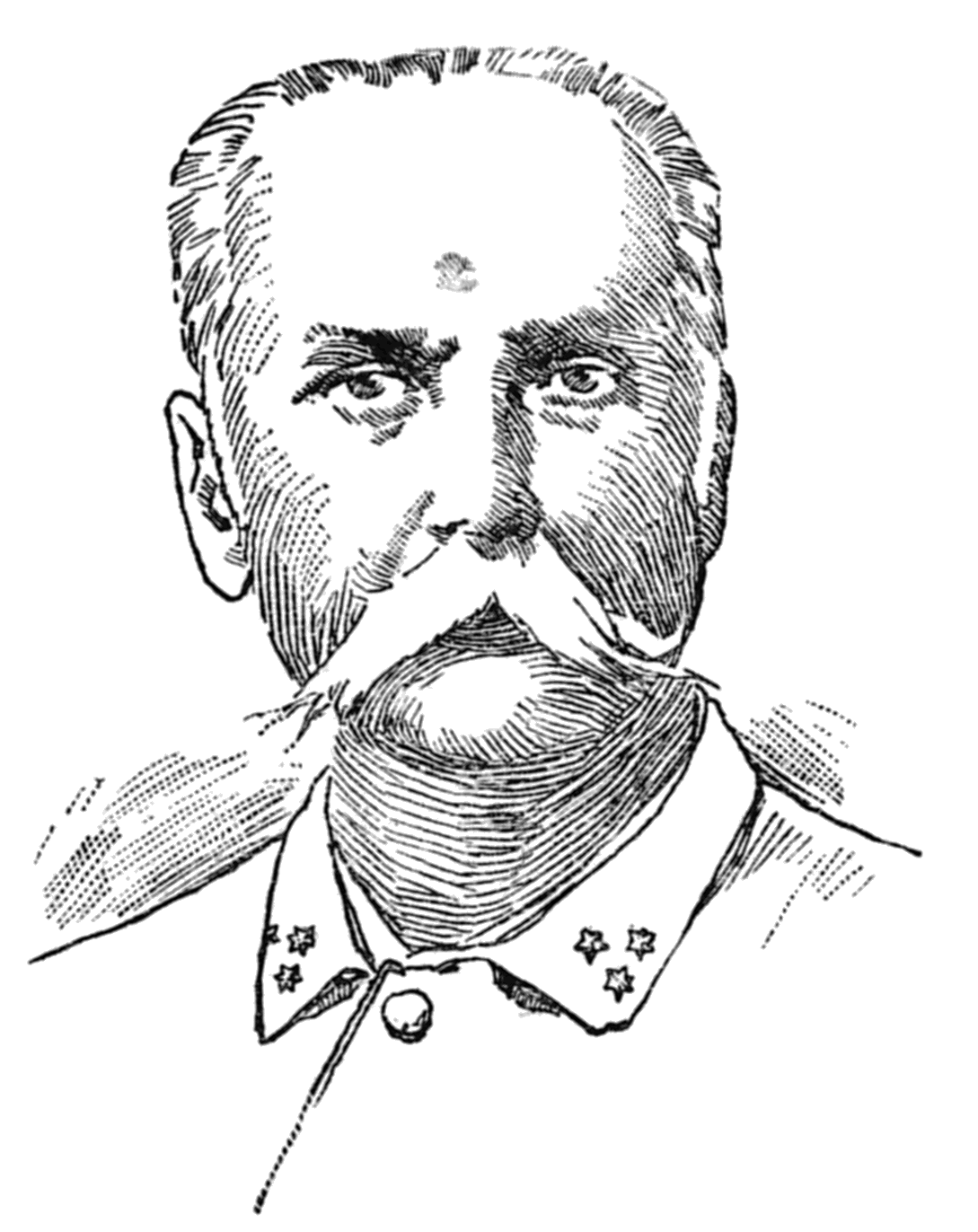
Le général cubain Calixto García.

À Santiago de Cuba, le général Guillermón Moncada (en) active la rébellion, en allant se cacher dans la montagne. En 1878, avant la fin de la Guerre des Dix Ans, le Comité Révolutionnaire de l'Émigration Cubaine se constitua, également connu sous le nom de Comité des Cinq. Sous la présidence de José Francisco Lamadriz, il se chargea de trouver des moyens d'aider les combattants qui continuaient la lutte sur l'île à partir de l'étranger. La contribution des émigrés fut importante pour la cause indépendantiste.
Une fois la fin de la Guerre des Dix Ans venue, le comité s'occupa de la préparation d'une nouvelle période de lutte armée. Peu après la fin des combats, le mouvement prend comme nouveau responsable le général Calixto García, et change de nom pour devenir le Comité Révolutionnaire Cubain. 
La volonté de combattre est forte au comité, mais les divisions internes et les innombrables contradictions pèsent lourdement sur son efficacité. L'impact négatif de ces problèmes est mis en évidence dès le début des événements d'août 1879. Hors de Cuba et à Cuba même se forment des clubs secrets pour soutenir la lutte, pourtant en bonne partie exportée sur l'île par le comité.

## Déroulement du conflit

### Combats à Cuba
Le 24 août 1879 retentit le cri « l'indépendance ou la mort ! » (« ¡ Independencia o muerte ! ») dans les campagnes alentour du village de La Rioja, à côté de Holguín (province de Holguín), cri qui se répandit ensuite à Gibara. 
Il n'y eut pas beaucoup de combats durant cette guerre, et ceux-ci se soldèrent souvent par la défaite des insurgés. Malgré toute la motivation des mambises, le manque de balles et l'organisation bien supérieure de l'armée espagnole eurent raison du soulèvement.

### Défaite des insurgés
L'absence de grands chefs militaires sur l'île en mesure de diriger les combats, que ce soit Antonio Maceo ou Calixto García, le manque d'armes, de munitions et le défaut d'aide extérieure furent à l'origine du rapide découragement et de l'absence de foi en la victoire finale. À l'ouest, les responsables du soulèvement sont rapidement capturés, et partout ailleurs, les leaders se trouvent contraints de capituler entre 1879 et 1880. Néanmoins, le conflit institua José Martí comme chef du peuple cubain, et l'expérience acquise lors de cet échec lui permettra d'organiser plus convenablement la prochaine Guerre d'indépendance cubaine de 1895.

## Bilan
Bien qu'elle fût un échec, la Petite Guerre compte parmi les événements majeurs des guerres pour l'indépendance cubaine. Elle marqua notamment les esprits quant à la nécessaire unité des différentes tendances politiques cubaines face à un objectif aussi important que celui de l'indépendance.